# Bellbergita
La bellbergita és un mineral de la classe dels silicats, que pertany al grup de les zeolites. Rep el nom del volcà Bellerberg, a Alemanya, la seva localitat tipus.

## Característiques
La bellbergita és un silicat de fórmula química (K,Ba,Sr)₂Sr₂Ca₂(Ca,Na)₄[Al₃Si₃O₁₂]₆·30H₂O. Cristal·litza en el sistema hexagonal. La seva duresa a l'escala de Mohs és 5.
Segons la classificació de Nickel-Strunz, la bellbergita pertany a «02.GD: Tectosilicats amb H₂O zeolítica; cadenes de 6-enllaços – zeolites tabulars» juntament amb els següents minerals: gmelinita-Ca, gmelinita-K, gmelinita-Na, willhendersonita, cabazita-Ca, cabazita-K, cabazita-Na, cabazita-Sr, cabazita-Mg, levyna-Ca, levyna-Na, erionita-Ca, erionita-K, erionita-Na, offretita, wenkita, faujasita-Ca, faujasita-Mg, faujasita-Na, maricopaïta, mordenita, dachiardita-Ca, dachiardita-Na, epistilbita, ferrierita-K, ferrierita-Mg, ferrierita-Na i bikitaïta.

## Formació i jaciments
Va ser descoberta a Seekante, un terme sovint utilitzat per a la part oriental del flux de lava, una zona del volcà Bellerberg amb moltes pedreres antigues abandonades situada entre Mayen i Kottenheim, a la regió de Renània-Palatinat, Alemanya. També ha estat descrita a la propera pedrera Caspar, a Ettringen, i a Cerro Sapo, a la província d'Ayopaya, a departament bolivià de Cochabamba. Aquests tres són els únics indrets a tot el planeta on ha estat descrita aquesta espècie mineral.